# Patrik Molander
Magnus Patrik Molander, född 22 februari 1879 i Motala, död 10 juni 1968 i Stockholm, var en svensk apotekare.
Patrik Molander var son till tågmästaren Otto Patrik Molander. Efter läroverksstudier i Örebro blev Molander apotekselev 1894 och avlade farmacie studiosiexamen 1897 samt apotekarexamen 1903. Han hade därefter anställning vid apotek i Motala, från 1904 vid apoteket i Strängnäs och från 1917 vid apoteket Hjorten i Örebro. Molander erhöll 1927 arrendet av apoteket i Tierp samt inrättade och innehade apoteket Draken 1930–1939 och apoteket Kronan i Borås 1939–1946. Från 1946 var han bosatt i Stockholm. Molander hade flera uppdrag inom apotekarsocieteten, bland annat var han ledamot av styrelsen för Sveriges Farmaceutförbund 1910–1920 varav från 1919 som ordförande, ledamot av styrelsen för apotekarbefordringsnämnden 1916–1926 och av Apotekarsocietetens styrelse 1932–1940. Han publicerade en mängd uppsatser i facktidskrifter, särskilt i yrkesfrågor och utgav Strängnäs apotek 1746–1807 (1912) och Sveriges farmacevtförbund 1903–1913 (1913). Molander var kommunalt verksam i Strängnäs, bland annat som stadsfullmäktig 1917. Han är begravd på Norra begravningsplatsen utanför Stockholm.